# Zeccone
Zeccone is een gemeente in de Italiaanse provincie Pavia (regio Lombardije) en telt 1350 inwoners (31-12-2004). De oppervlakte bedraagt 5,5 km², de bevolkingsdichtheid is 231 inwoners per km².

## Demografie
Zeccone telt ongeveer 542 huishoudens. Het aantal inwoners steeg in de periode 1991-2001 met 26,4% volgens cijfers uit de tienjaarlijkse volkstellingen van ISTAT.
| Jaar | Inwoneraantal |
| ---- | ------------- |
| 1991 | 916           |
| 2001 | 1158          |

## Geografie
Zeccone grenst aan de volgende gemeenten: Bornasco, Giussago, San Genesio ed Uniti.
Alagna · Albaredo Arnaboldi · Albonese · Albuzzano · Arena Po · Badia Pavese · Bagnaria · Barbianello · Bascapè · Bastida Pancarana · Bastida de' Dossi · Battuda · Belgioioso · Bereguardo · Borgarello · Borgo Priolo · Borgo San Siro · Borgoratto Mormorolo · Bornasco · Bosnasco · Brallo di Pregola · Breme · Bressana Bottarone · Broni · Calvignano · Campospinoso · Candia Lomellina · Canevino · Canneto Pavese · Carbonara al Ticino · Casanova Lonati · Casatisma · Casei Gerola · Casorate Primo · Cassolnovo · Castana · Casteggio · Castelletto di Branduzzo · Castello d'Agogna · Castelnovetto · Cava Manara · Cecima · Ceranova · Ceretto Lomellina · Cergnago · Certosa di Pavia · Cervesina · Chignolo Po · Cigognola · Cilavegna · Codevilla · Confienza · Copiano · Corana · Cornale · Corteolona · Corvino San Quirico · Costa de' Nobili · Cozzo · Cura Carpignano · Dorno · Ferrera Erbognone · Filighera · Fortunago · Frascarolo · Galliavola · Gambarana · Gambolò · Garlasco · Genzone · Gerenzago · Giussago · Godiasco · Golferenzo · Gravellona Lomellina · Gropello Cairoli · Inverno e Monteleone · Landriano · Langosco · Lardirago · Linarolo · Lirio · Lomello · Lungavilla · Magherno · Marcignago · Marzano · Mede · Menconico · Mezzana Bigli · Mezzana Rabattone · Mezzanino · Miradolo Terme · Montalto Pavese · Montebello della Battaglia · Montecalvo Versiggia · Montescano · Montesegale · Monticelli Pavese · Montù Beccaria · Mornico Losana · Mortara · Nicorvo · Olevano di Lomellina · Oliva Gessi · Ottobiano · Palestro · Pancarana · Parona · Pavia · Pietra de' Giorgi · Pieve Albignola · Pieve Porto Morone · Pieve del Cairo · Pinarolo Po · Pizzale · Ponte Nizza · Portalbera · Rea · Redavalle · Retorbido · Rivanazzano Terme · Robbio · Robecco Pavese · Rocca Susella · Rocca de' Giorgi · Rognano · Romagnese · Roncaro · Rosasco · Rovescala · Ruino · San Cipriano Po · San Damiano al Colle · San Genesio ed Uniti · San Giorgio di Lomellina · San Martino Siccomario · San Zenone al Po · Sannazzaro de' Burgondi · Sant'Alessio con Vialone · Sant'Angelo Lomellina · Santa Cristina e Bissone · Santa Giuletta · Santa Margherita di Staffora · Santa Maria della Versa · Sartirana Lomellina · Scaldasole · Semiana · Silvano Pietra · Siziano · Sommo · Spessa · Stradella · Suardi · Torrazza Coste · Torre Beretti e Castellaro · Torre d'Arese · Torre d'Isola · Torre de' Negri · Torrevecchia Pia · Torricella Verzate · Travacò Siccomario · Trivolzio · Tromello · Trovo · Val di Nizza · Valeggio · Valle Lomellina · Valle Salimbene · Valverde · Varzi · Velezzo Lomellina · Vellezzo Bellini · Verretto · Verrua Po · Vidigulfo · Vigevano · Villa Biscossi · Villanova d'Ardenghi · Villanterio · Vistarino · Voghera · Volpara · Zavattarello · Zeccone · Zeme · Zenevredo · Zerbo · Zerbolò · Zinasco
1. ↑  https://demo.istat.it/?l=it.